# Alias Mr. Twilight
Alias Mr. Twilight is een Amerikaanse misdaadfilm uit 1946 onder regie van John Sturges.

## Verhaal
De crimineel Geoffrey Holden is in het dagelijkse leven een lieve oude man, die zijn kleindochter Susan mooie dingen schenkt. Hij heeft er geen moeite mee plannen te smeden om zijn slachtoffers te beroven. De gouvernante van Susan heeft een oogje op rechercheur Tim Quaine. Hij staat op het punt om Geoffrey te ontmaskeren.

## Rolverdeling
| Acteur         | Personage                 |
| -------------- | ------------------------- |
| Michael Duane  | Tim Quaine                |
| Trudy Marshall | Corky Corcoran            |
| Lloyd Corrigan | Geoffrey Holden           |
| Rosalind Ivan  | Tante Elizabeth Christens |
| Al Bridge      | Sam Bartlett              |
| Gigi Perreau   | Susan Holden              |
| Jeff York      | Lt. Barton                |
| Peter Brocco   | Brick Robey               |
| Torben Meyer   | Starling                  |
| Olaf Hytten    | Eckles                    |